# Air Buddies – Die Welpen sind los
Air Buddies – Die Welpen sind los (auch bekannt unter Air Buddies – Fünf Welpen auf Verfolgungsjagd) ist ein US-amerikanischer Familienfilm von Robert Vince aus dem Jahr 2006. Es handelt sich um den ersten Teil einer Spin-off-Filmreihe zur Air-Bud-Reihe. Der Film wurde direkt für den DVD-Markt produziert.

## Handlung
In dem kleinen Ort Fernfield leben die Golden Retriever Buddy und Molly. Buddy ist unter seinem Künstlernamen „Air Buddy“ als sehr sportlicher Hund berühmt, der sich in Molly verliebt hat, die Henry, einem Jungen der Nachbarsfamilie gehört. Das Ergebnis dieser Verbindung sind die fünf Welpen Rosebud, Budderball, Mudbud, B-Dawg und Buddha, die zusammen mit Buddy bei Noah Framm und seiner Familie leben.
Obwohl sie von der Hundesitterin Mrs. Niggles betreut werden, veranstalten die Welpen in Abwesenheit der Framms ein Chaos. Deshalb wird die Entscheidung getroffen, die fünf kleinen Hunde an andere Familien zu vermitteln. Unglücklich nehmen Noah und Henry in der Schule Bewerbungsschreiben entgegen, die von beiden Familien zusammen mit Buddy und Molly ausgewertet werden. Doch die Welpen wollen nicht zu anderen Familien und reißen aus.
Währenddessen beauftragt der reiche Miles Livingston den windigen Winzer Selkirk als Geburtstagsgeschenk für seinen Sohn Bartley den berühmten „Air Buddy“ zu besorgen, wofür er 500.000 $ bereitstellt. Selkirk schickt Denning und seinen Neffen Grim los, um Buddys habhaft zu werden. Als Köder fangen beide erst einmal die Welpen ein. Buddy und Molly können ihre Hundekinder zwar befreien, werden jedoch selbst zu Gefangenen und im Weingut eingesperrt. Als Selkirk von den Welpen erfährt, gibt er den Befehl, auch diese wieder einzufangen.
Rosebud, Budderball, Mudbud, B-Dawg und Buddha machen sich inzwischen mit schlechtem Gewissen auf die Suche nach ihren Eltern. Mit Hilfe des Ziegenbocks Billy und des Schweins Belinda können sie Denning und Grim auf einem Bauernhof einsperren. Inzwischen führt der Hund von Sheriff Bob, „Hilfssheriff Sniffer“ genannt, Henry und Noah zum Bauernhof. Die beiden informieren Sheriff Bob, während Sniffer sie zum Weingut führt. Dort sind inzwischen auch die fünf Welpen angelangt, nachdem ihnen ein Wolf den Weg gezeigt hat. Buddy und Molly konnten sich jedoch befreien; nun geraten aber wiederum deren Kinder in die Hände der Übeltäter und werden an Livingston verkauft. In einer waghalsigen Rettungsaktion gelingt es Henry und Noah und den erwachsenen Hunden, die Welpen zu befreien. Die Kleinen entschuldigen sich bei ihren Hundeeltern und haben nun verstanden, dass es die Aufgabe eines jeden Hundes ist, Menschen ihre Liebe zu zeigen. Budderball läuft sodann freiwillig zu dem traurigen Bartleby, bei dem sein neues Zuhause sein soll, zurück. Rosebud freut sich auf das Zusammensein mit einer jungen Fußballspielerin, Mudbud hat seinen Spaß mit einem Jungen, der bisher nur Videospiele im Sinn hatte, Buddha verhilft einem Kind zu ersten Baseballerfolgen, und B-Dawg gibt einem Jungen neuen Mut beim Basketball. 
Am Abend heulen Buddy, Molly, all ihre Hundekinder sowie der Wolf in den Nachthimmel, um zu zeigen, dass sie zwar getrennt voneinander sind, aber trotzdem aneinander denken.

## Sprechrollen
| Darsteller            | Rolle      |
| --------------------- | ---------- |
| Abigail Breslin       | Rosebud    |
| Michael Clarke Duncan | Wolf       |
| Don Knotts            | Sniffer    |
| Debra Jo Rupp         | Belinda    |
| Tom Everett Scott     | Buddy      |
| Molly Shannon         | Molly      |
| Wallace Shawn         | Billy      |
| Josh Flitter          | Budderball |
| Spencer Fox           | Mudbud     |
| Skyler Gisondo        | B-Dawg     |
| Dominic Scott Kay     | Bud-dha    |

## Kritik
„Anspruchsloser Kinderfilm mit dem populären Golden Retriever ‚Air Bud‘, der den Stafettenstab nun an die nächste Generation weitergibt.“

„Als hätten Produzent und Regisseur Robert Vince eingesehen, dass die ‚Hund kann Sportart‘-Masche nach der fünften Folge absolut abgekaut war, konzentriert er sich hier auf die wenig originelle Krimihandlung und schickt fünf niedliche Hündchen auf die Suche nach ihren entführten Eltern. Wie es sich für einen absolut familientauglichen Film gehört, sind die Hündchen nicht nur mit unterschiedlichen Charakterzügen ausgestattet, sondern sprechen auch miteinander. Allenfalls für die Allerkleinsten.“

## Hintergrund
Der Film nahm in den Vereinigten Staaten über DVD-Verkäufe rund 39 Millionen US-Dollar ein.

## Fortsetzungen
Es folgten mehrere Fortsetzungen: Snow Buddies – Abenteuer in Alaska (2008), Space Buddies – Mission im Weltraum (2009), Santa Buddies – Auf der Suche nach Santa Pfote (2009), Spooky Buddies – Der Fluch des Hallowuff-Hunds (2011) und Treasure Buddies – Schatzschnüffler in Ägypten (2012) sowie Super Buddies (2013).
Zusätzlich gab es 2010 noch Santa Pfotes großes Weihnachtsabenteuer, ein Prequel zu Santa Buddies – Auf der Suche nach Santa Pfote. 2012 folgte die Fortsetzung Santa Pfote 2 – Die Weihnachts-Welpen.